# Валтер Тајсен
Валтер Тајсен (хол. Walter Meijer Timmerman Thijssen; Јогјакарта, 28. септембар 1877 — Хилверсум, 3. јул 1943) био је холандски веслач, учесник Летњих олимпијских игара 1900. Био је члан холандског веслачког клуба Laga из Делфта, а на Олимпијским играма 1900. је наступао за екипу Минерва Амстердам.
Валтер Тајсен је био студент грађевине. Имао је своје грађевинско предузеће, В. М. Т. Тајсен, у Амстердаму.
На Олимпијским играма 1900. такмичио се у трци осмераца. Посаду осмерца су чинили:Франсоа Брант, Јоханес ван Дајк, Рулоф Клајн, Рурд Легстра, Валтер Миделберг, Хендрик Оферхаус, Валтер Тајсен, Хенрикус Тромп и Хермнаус Брокман (кормилар). У финалној трци резултатом 6:23,0 мин. освојили су треће место.